# Jaggayyapeta
Jaggayyapet là một thị xã và là một nagar panchayat của huyện Krishna thuộc bang Andhra Pradesh, Ấn Độ.

## Nhân khẩu
Theo điều tra dân số năm 2001 của Ấn Độ, Jaggayyapet có dân số 39.817 người. Phái nam chiếm 51% tổng số dân và phái nữ chiếm 49%. Jaggayyapet có tỷ lệ 67% biết đọc biết viết, cao hơn tỷ lệ trung bình toàn quốc là 59,5%: tỷ lệ cho phái nam là 73%, và tỷ lệ cho phái nữ là 60%. Tại Jaggayyapet, 11% dân số nhỏ hơn 6 tuổi.